# TransAsia Airways
TransAsia Airways (chiń. 復興航空; pinyin Fùxīng Hángkōng) – nieistniejąca tajwańska linia lotnicza z siedzibą w Tajpej. Obsługiwała połączenia krajowe, zagraniczne oraz czarterowe. Głównym hubem był Port lotniczy Tajpej-Songshan.
Została założona w maju 1951 pod nazwą Foshing Airlines, 1 grudnia 1992 nazwa została zmieniona na TransAsia Airways. Linia zakończyła działalności 22 listopada 2016. Pośrednio było to spowodowane dwiema katastrofami lotniczymi lotu 222 oraz lotu 235 z 2015.